# Itabaiana (microregio)
Itabaiana is een van de 23 microregio's van de Braziliaanse deelstaat Paraíba. Zij ligt in de mesoregio Agreste Paraibano en grenst aan de microregio's Umbuzeiro, Campina Grande, Brejo Paraibano, Guarabira, Sapé en Mata Setentrional Pernambucana (PE). De microregio heeft een oppervlakte van ca. 1.652 km². In 2006 werd het inwoneraantal geschat op 105.567.
Negen gemeenten behoren tot deze microregio:
- Caldas Brandão
- Gurinhém
- Ingá
- Itabaiana
- Itatuba
- Juarez Távora
- Mogeiro
- Riachão do Bacamarte
- Salgado de São Félix

Mesoregio's: Agreste Paraibano · Borborema · Mata Paraibana · Sertão Paraibano

Microregio's: Brejo Paraibano · Cajazeiras · Campina Grande · Cariri Ocidental · Cariri Oriental · Catolé do Rocha · Curimataú Ocidental · Curimataú Oriental · Esperança · Guarabira · Itabaiana · Itaporanga · João Pessoa · Litoral Norte · Litoral Sul · Patos · Piancó · Sapé · Seridó Ocidental · Seridó Oriental · Serra do Teixeira · Sousa · Umbuzeiro